# Itar
ITAR Janatka a spol., Praha-Radlice byla československá společnost, která v letech 1920-1930 vyráběla motocykly ITAR. Vznikla před rokem 1914 a původně působila pod názvem Automontage J. Janatka. Náplní činnosti byly opravy automobilů a motorových člunů.

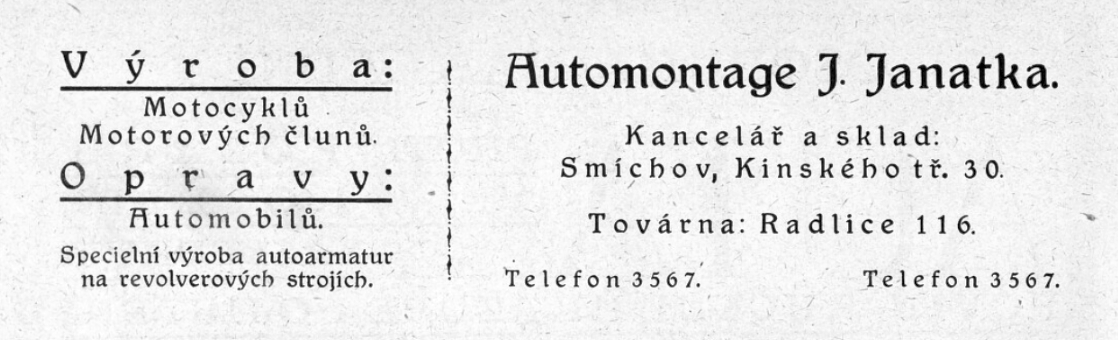
Inzerát Automontage J. Janatka (červenec 1920)

V roce 1920 uvedla na trh továrna pod názvem Automontage J. Janatka Smíchov (Štefánikova 30, do roku 1921 Kinského třída 30) svůj motocykl nazvaný ITAR. Od roku 1925 společnost používala název ITAR Janatka a spol., Praha-Radlice, č.p. 116. Majitel firmy byl pan Josef Janatka, kanceláře a sklady byly na Smíchově, výrobní závod v Radlicích. V době hospodářské krize továrna již pod jménem Holubovský a spol., čsl. továrna na motorová kola "Itar" zanikla (1931) a budovy továrny koupila Radlická slévárna. Jeden z objektů Radlické slévárny, U slévárny 116/3, kde vznikl v roce 1920 výrobní závod firmy ITAR, byl po 100 letech na podzim 2020 zbořen. V těchto místech vzniká projekt Nová Waltrovka, který za čtyři miliardy korun staví investiční skupina Penta.

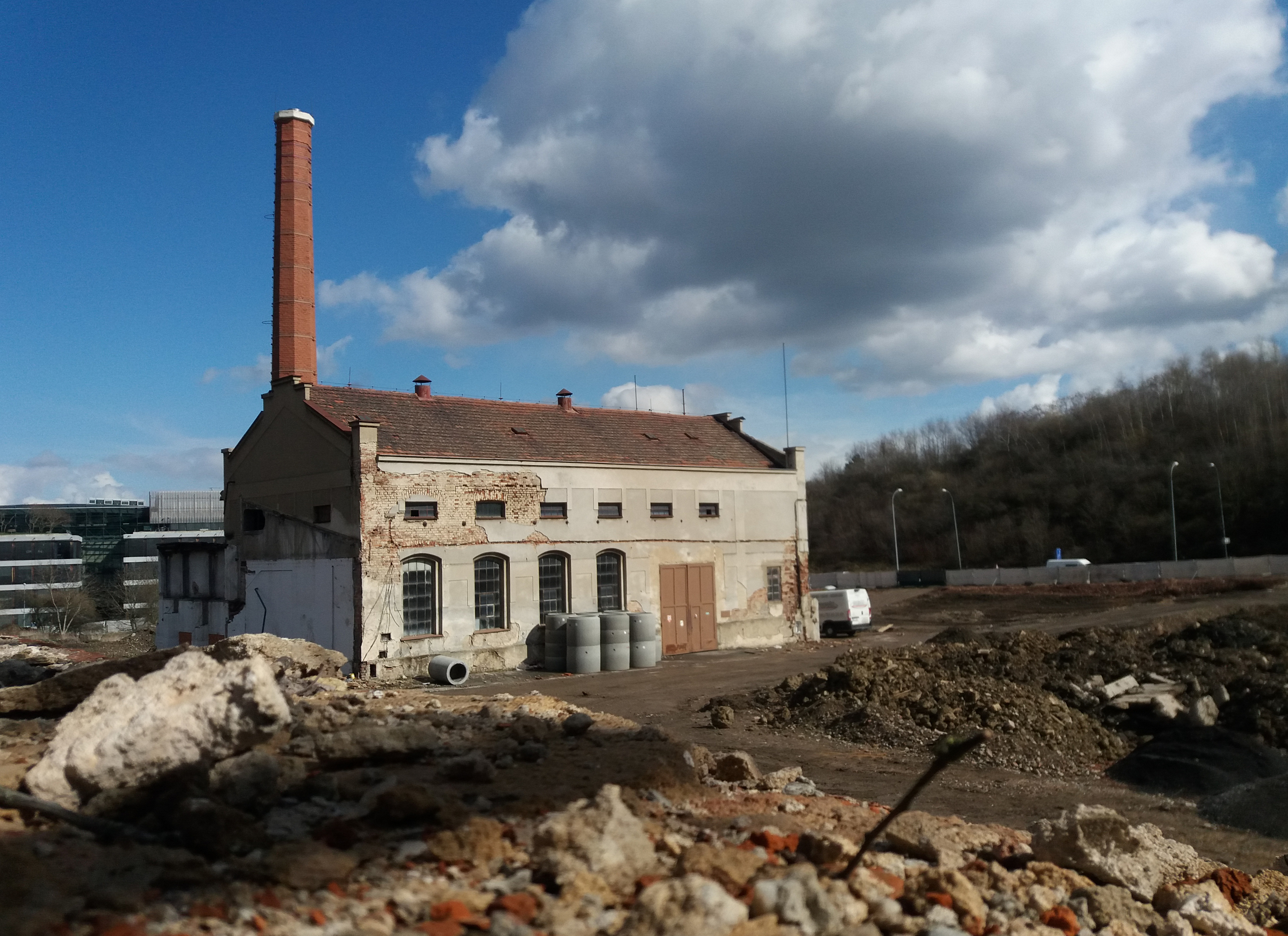
Továrna Itar (Radlická slévárna), U Slévárny, Praha-Radlice (duben 2021)

## Historie
Počátkem 20. let motocykly v Československu vyráběly pouze firmy Walter, fa Janatka na Smíchově (značka »Itar«), fa Vilém Michl ve Slaném (značka »Orion«) a začínající fa konstruktéra J.F. Kocha (Jaroslav František Koch, původně 1919–1921 společník Pavla Beneše a Miroslava Hajna ve firmě Avia) v Praze. Josef Janatka se v roce 1920 jako člen Československého sdružení obchodníků a živnostníků pro obor automobilní v Praze stal „legitimním“ obchodníkem a následně začal stavět a prodávat motocykly. Rozvoj jeho výrobního podniku v Radlicích, který vlastnil od dubna 1920, byl však brzděn jeho malou výrobní kapacitou, nízkým stupněm mechanizace, pomalou výrobu a s tím spojeným vlivem na konkurence neschopnou cenu. Při prvním vystavení na XIII. mezinárodní výstavě automobilů v Praze od 28. května do 5. června 1921 byl naopak odbyt motocyklu označen jako "čilý", neboť Itar měl být asi o třetinu levnější než stejně dobré a silné stroje zahraniční. Národní listy dokonce zmínily zájem rumunské vlády o větší dodávku.

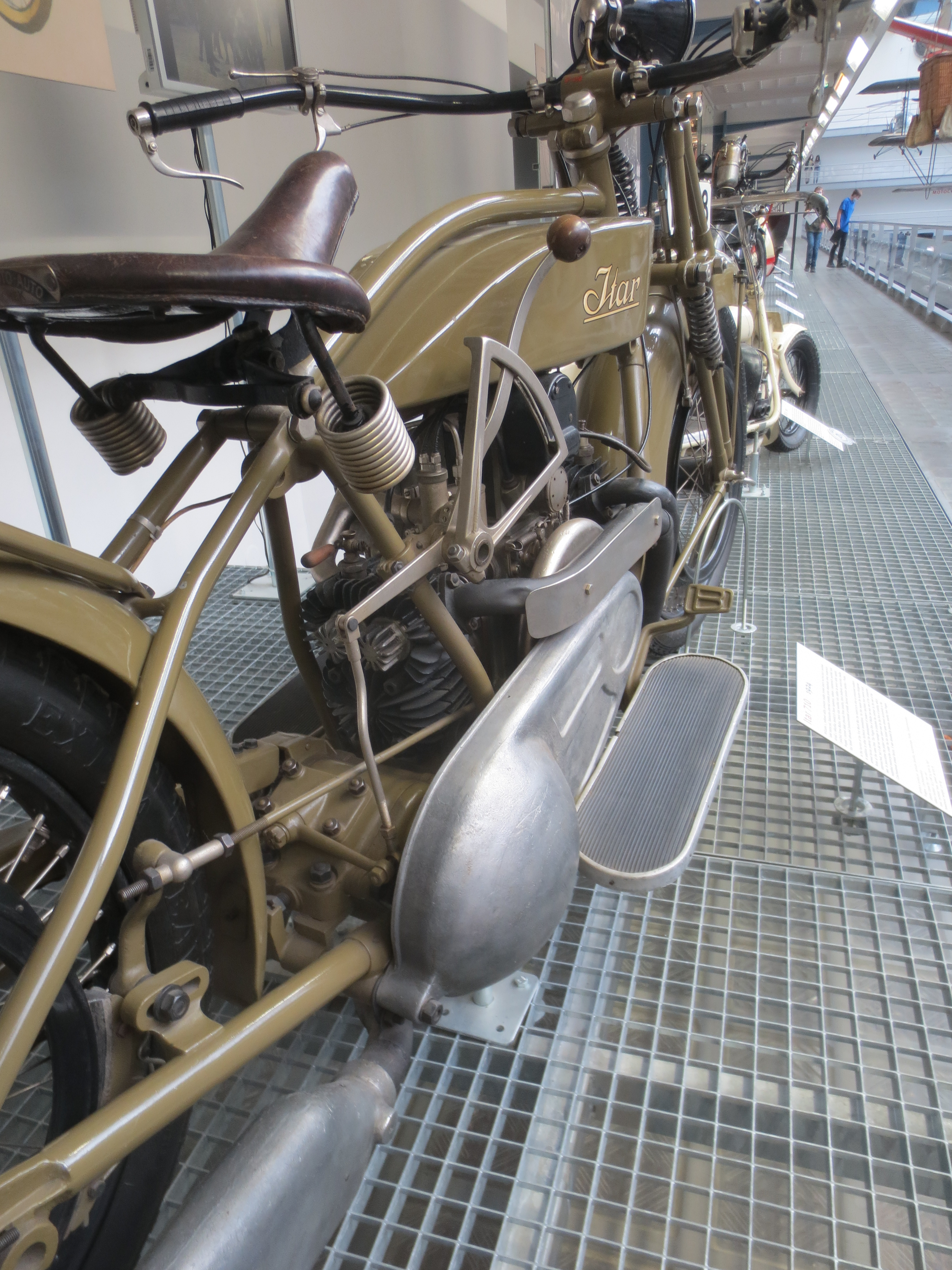
Motocykl Itar 710 v NTM (2021)

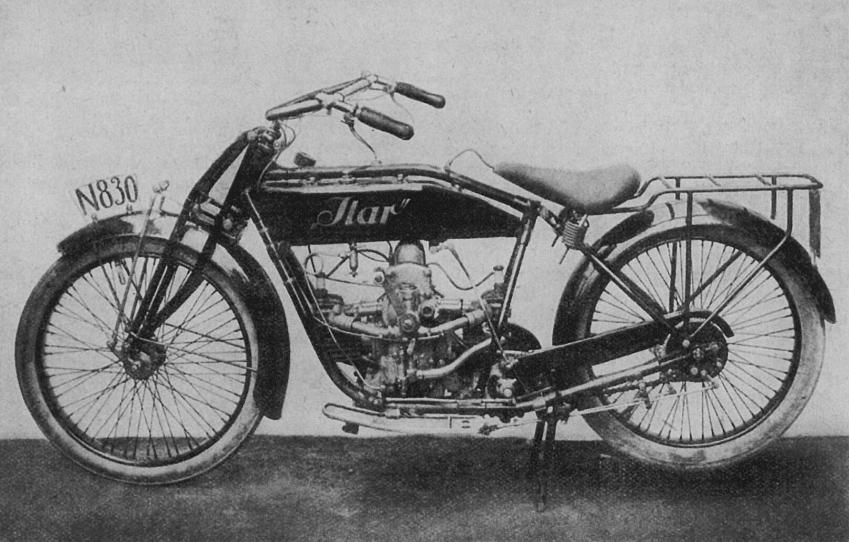
Itar 710 (1921)

První motocykl, později vyráběný jako Itar, byl zkonstruován v letech 1917–1918 studentem techniky Josefem Zubatým (1895–1987, od roku 1932 šéfkonstruktér v ASAP Mladá Boleslav, mj. Škoda Popular) ještě za jeho působení u firmy J. Walter a spol. v nedalekých Jinonicích u Prahy. Motor stroje byl plochý dvouválec, podobné konstrukce jako u anglických motocyklů Douglas (bratrů Williama a Edwina Douglasových z Kingswoodu), s válci svírajícími úhel 180 stupňů.  Ing. Zubatý za války vyvinul v továrně Walter pro rakousko-uherskou armádu vojenský motocykl Walter 706 cm3. Byl to čtyřdobý vzduchem chlazený zážehový dvouválec SV s protiběžnými písty – boxer, vrtání 75 mm a zdvih 80 mm. Přes objednávku 300 motocyklů pro c. a k. ministerstvo války výroba motocyklů v továrně Walter do konce války nebyla zahájena. Rozpracované stroje (10 ks) a díly firma Walter prodala Janatkově firmě včetně licence k tomuto motocyklu. Smíchovská firma Automontage Jos. Janatka vybavila svůj radlický výrobní závod pro sériovou výrobu těchto strojů. Motocykl byl vyráběn od roku 1920 pod značkou Itar 710. Premiéra motocyklu Itar 710 proběhla 22. května 1921 startem na závodu Zbraslav–Jíloviště. První série (10 rozpracovaných strojů převzatých od spol. J.Walter) byla již před XIII. pražským autosalónem, který byl zahájen o týden později a kde byl motocykl vystaven, vyprodána a na výstavě bylo oznámeno, že nová série v počtu 100 kusů je již ve výrobě. Původní konstrukce během času byla modernizována. Továrna později vyvinula také jednoválcový čtyřtaktní stroj o 350 ccm (Itar 350) a také dvouválcový 750 ccm (Itar 750).

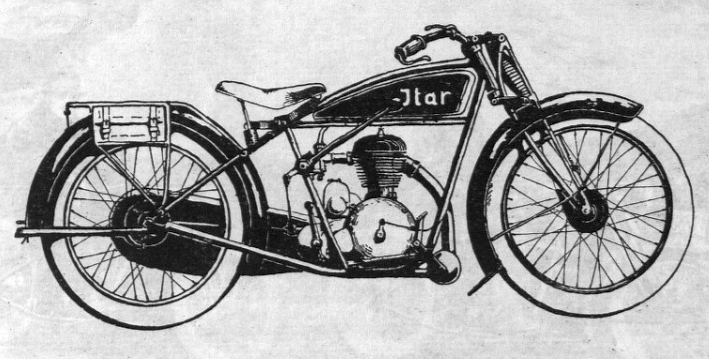
Motocykl Itar 350 (1922)

I v roce 1922 byl motocykl vystaven na pražském autosalonu. Výstava byla konána pod záštitou prezidenta republiky T. G. Masaryka. Ten výstavu navštívil a mj. při své návštěvě věnoval pozornost i stánku s motocykly Itar. V tomto roce (1922) nastoupil do továrny student techniky František Nušl (od roku 1934 šéfinženýr ve firmě Walter) a zkonstruoval zde nový motocykl Itar 350 (1923). Itar 350 byl jednoválcový čtyřtakt o objemu válců 353,4 ccm a výkonu 2 kW (2,75 k). Měl motor o vrtání 75 a zdvihu 80 mm a rychlostní skříň v jednom bloku s motorem. Tento stroj se však nevyráběl, protože v roce 1923 byla firma "zahlcena" výrobou motocyklů Itar 710 pro československou armádu. Byl připravován i zcela nový stroj s motorem 820 ccm (77×84 mm) s válci do V a dvojitým rámem. Tento nový motocykl Itar 820 z roku 1926 však nepřekročil fázi prototypu. V tomto období v továrně Itar krátce pracoval i František Hladěna, pozdější úspěšný motocyklový závodník z konce 20. let. 

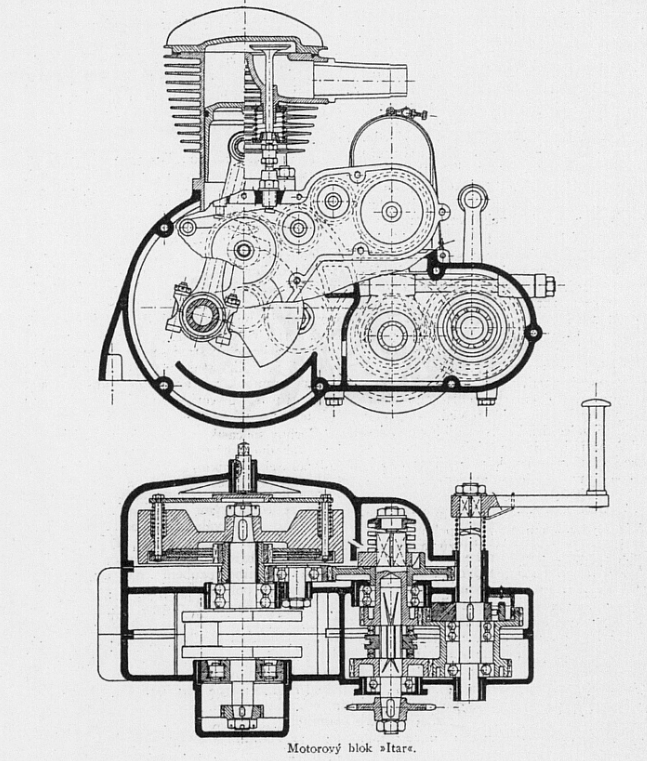
Motocykl Itar 350, motorový blok (1922)

Josef Janatka v roce 1923 vstoupil do AKRČs a byl přijat za činného člena. Chtěl tak podpořit - mimo účasti na motoristických soutěžích a závodech do vrchu pořádaných AKRČs – prodej svých výrobků. Výroba motocyklů Itar stále nedosahovala větších počtů, například k 1. říjnu 1922 byly v Praze registrovány pouze 3 motocykly Itar, zatímco z celkem 471 motocyklů bylo 135 Walterů, 55 Indianů, 45 Laurin & Klement, 32 Wandererů a 24 NSU. O rok později dopravní úřad policejního ředitelství v Praze ve statistice provozovaných motocyklů vydané k 1. říjnu 1923 uvádí 9 strojů Itar. Ale pro rok 1923 se firmě podařilo uzavřít kontrakt s československou armádou, které byly postupně dodávány stroje Itar 710. Objednávka pro armádu obsahovala celkem 300 strojů. Například na Armádním motocyklovém závodě 1923 (31.7. – 5.8.) startovalo již 7 strojů Itar. Soutěž se jela jako šestietapová z Prahy do Jindřichova Hradce, do Bratislavy, Brna, Hradce Králové a z Terezína zpět do Prahy. Nejlepší na Itarech byl nadp. Ziegler, který obsadil z 36 startujících v kategorii II. nad 500 ccm slušné 9. místo. Všech sedm startujících Itarů dojelo do cíle. V soutěži kategorie II. zvítězil kpt. Kučka na Walteru M 922.
V roce 1924 na XVI. mezinárodní výstavě v Praze byl představen nový motocykl Itar 750 a také automobil s motorem o objemu válců 1,1 l. Itar 750 byl osazen dvouválcovým motorem s protiběžnými písty, měl dvojitý rám a přední vidlici odpruženu 3 vinutými pružinami. Automobily byly označeny jako Itar 7/14 HP a měly být vyrobeny celkem 4 vozy. Motor o objemu válců 1100 cm3 (vrtání 59, zdvih 100 mm) s rozvodem OHV měl výkon 10,3 kW (14 k). Byly uváděny dvou- a čtyřmístné cestovní a sportovní karoserie. Jeden z vozů byl přihlášen k závodu Zbraslav-Jíloviště, ale v samotném závodě nestartoval. V srpnu 1924 bylo zavedeno "vyrovnávací řízení" na jmění Josefa Janatky, majitele továrny na motorová kola a automontage na Smíchově.
Od roku 1925 po vyrovnávacím řízení společnost používala název ITAR Janatka a spol., Praha-Radlice, č.p. 116 (až do roku 2020 jako U Slévárny 116/3) a od června 1926 do září 1927 Josef Janatka chtěl používat název firmy jako ITAR, čsl. továrna motocyklů, Praha-Radlice, ale ten nebyl úředně schválen. Proto se firma jmenovala Janatka, Jakubcová a spol.
V roce 1927 firma vyrobila osobní tříkolku (cyclecar, tricar) vlastní konstrukce s dvouválcovým motorem s rozvodem SV o objemu válců 750 cm3. Stroj dosahoval výkonu 9,6 kW (13 k). Tyto tříkolky byly dle dobového prospektu určeny pro vojsko, poštu, pekaře, cukráře, hotely, prádelny, řezníky a uzenáře. Dvoukolová hnaná náprava byla umístěna vzadu. Prodej motocyklů, tříkolek a automobilů byl i nadále slabý, proto fa. Itar J. Janatky obchodně zastupovala a prodávala doplňkově další produkty, mj. motocykly Premier, pneumatiky Goodyear Tire & Rubber Company atd. V druhé polovině 20. let firma dodávala československé armádě v relativně velkých množstvích motocykly s přívěsným vozíkem (sidecary) s motory Itar 750 a také vyráběla v omezeném množství pro civilní sektor motocykly a sidecary Itar s motory JAP 350 OHV. Přesto se firmě finančně nedařilo a opět od září 1927 změnila po vstupu nového společníka svůj název na Holubovský a spol. (Gustav Holubovský, původně číšník z Mezimostí), Praha XIV.-Radlice, tehdy Havlíčkova čp. 116. V roce 1928 se uskutečnila dodávka 18 motocyklů pro pražskou policii.
Od roku 1929 vyráběla firma VAJA založená Valešem Janem (Kobylisy, Chaberská 288) automobil, resp. cyclecar (dle hmotnosti vozidla 340 kg) pro 2–3 osoby. Vozidlo VAJA mělo motor Itar, dvouválcový s rozvodem SV, čtyřtaktní, vrtání 77 mm, zdvih 80 mm, chlazen vzduchem, obsah 746 ccm, výkon 9 kW (12 k). Vpředu umístěný motor se natáčel klikou, za příplatek však mohl být opatřen elektrickým startérem Bosch. Mazání automatické. Spojka suchá. Rychlostní skříň měla 3 rychlosti vpřed a jednu vzad. Rozvodovka zadní poháněné nápravy byla vybavena kuželovým soukolím bez diferenciálu, což při rychlosti až 60 km/h nebylo nutné. Váha vozu byla 340 kg. Rozchod kol 105 cm. Rozvor kol 240 cm. Délka vozu 340 cm, šířka vozu 130 cm. Výška otevřeného vozu s nataženou střechou 140 cm. Spotřeba benzinu 6 litrů na 100 km. Spotřeba oleje 30 dkg na 100 km. Sportovní typ se upraveným motorem Itar dociloval rychlosti až 75 km za hodinu. Dvousedadlový otevřený vůz s nouzovým sedadlem v zadní části karoserie byl nabízen za 18 500 Kč. V letech 1929–1932 bylo vyrobeno šest vozidel tohoto typu.
Posledních 14 motocyklů Itar 750 se sajdkárou odebrala armáda v roce 1929. Konec vojenských zakázek a příchod hospodářské krize znamenal i předčasný zánik značky. Jako jedna z chyb, které se Josef Janatka (a jeho následník Gustav Holubovský) dopustili, byla téměř výhradní orientace na dodávky pro československou armádu, popřípadě pro potřeby policie. I na pražských autosalonech byly motocykly Itar vystavovány pouze v "khaki" barvě. Opomíjení "civilního" sektoru se firmě Itar nakonec stalo osudným. Některé prameny uvádějí že ani objednávka MNO na 300 motocyklů nebyla naplněna zcela. Uvádí se, že celkově bylo vyrobeno asi 200 motocyklů Itar všech provedení. Vojenský historický ústav nákup čs. armádou naopak množství pořízených strojů v letech 1922–1929 specifikuje na více než 300 motocyklů. Motocykly Itar 710 a Itar 750 byly dodávány ve třech různých provedeních lišících se podle roku výroby, a to jak sólo stroje, tak se sajdkárem. Motocykly Itar byly v československé armádě používány minimálně do roku 1937, kdy ve stavu armády bylo vedeno ještě 17 motocyklů Itar. Firma Holubovský a spol., čsl. továrna na motorová kola "Itar" byla naposledy uváděna jako výrobce motocyklů v Adresáři Republiky československé pro průmysl, živnosti, obchod a zemědělství v roce 1931. Jako továrna motocyklů Holubovský a spol. však byla uváděna až do začátku II. světové války.
Ve vojenském provedení se dochovaly dva motocykly Itar. První z nich Itar 710 (zn. NII-218) je  k vidění v Národním technickém muzeu v Praze a druhý, Itar 750 z roku 1926 (typ B, zn. NI 322) ve Vojenském technickém muzeu v Lešanech. Na serveru euroldtimers.com se občas objeví inzerát, že nějaký Itar je k prodeji.
Společnost se vlastně jmenovala JTAR (foneticky Jétar), což byla zkratka z iniciál Janatka-Továrna-Automontage-Radlice, což je patrné i z loga na motocyklech, ale zaužíval se název Itar.

## Výrobky
- ITAR 710 (1920–1923)

Motor motocyklu byl vzduchem chlazený dvouválec, konstrukce podobné jako u strojů Douglas, s válci svírajícími úhel 180° (flat-twin) a rozvodem SV. Motor byl uložen v rámu podélně s jedním válcem dopředu a druhým dozadu. Na výfukový ventil působil v případě potřeby dekompresor (tzv. chcípák) Motor se vyznačoval klidným, rovnoměrným chodem, protože vyvážení hmot bylo vyřešeno téměř ideálně. Hmoty se pohybovaly vždy současně k sobě a od sebe. Vrtání válců 75 mm a zdvih 80 mm dávalo objem válců 706,9 ccm. Výkon činil 4,4 kW (6 k). Válce byly za účelem účinného chlazení jako obvykle opatřeny žebry avšak podélnými. Zapalování magnetkou Bosch, která byla poháněna od hřídele rozvodu párem ozubených kol. Startování stroje se provádělo ručně nezvykle klikou jako u automobilu. Mazání motoru tlakovým čerpadlem.
Na pérové spojce bylo upevněno řetězové ozubené hnací kolečko, kterým se přenášel pohyb na řetězové kolo spojené s jednou polovinou třecí lamelové spojky, jejíž druhá polovina byla spojena s hlavní hřídelí rychlostní skříně. Spojka se ovládala přes nožní pedál. Třírychlostní převodovka se ovládala pravou rukou, páčkou umístěnou na levé straně stroje. Veškeré rotační části byly uloženy v kuličkových ložiskách Fichtel & Sachs Pohon zadního kola standardním řetězem. Řetězový kotouč (rozeta) byl uložen kuličkovým ložiskem na zadní ose a opatřen jednou polovinou ozubené spojky, jejíž druhou polovinu tvořil náboj zadního kola. S rozetou byl spojen brzdový buben. Brzdy na stroji byly dvě, nožní a ruční. Obě působily jen na zadní kolo. Motocykl neměl obvyklé stupačky, ale rozměrná "odpočívadla" pro nohy, aby se snadno obsluhovaly páky spojky a brzdy.
Dvojitý rám stroje připomínal svým elegantním tvarem na rám Indiana. Motor, který byl umístěn co nejníže, byl rámem dobře chráněn. Provedení rámu dovolovalo zavěšení sedla co nejníže a tím, jakož i nízko umístěným motorem, se těžiště stroje dostalo do nejnižší možné polohy. Díky tomu byla příznivě zvýšena stabilita motocyklu. Zadní část rámu nebyla odpérována, pérování spirálovými péry mělo pouze sedlo. Za sedlem byl na blatníku umístěn nosič zavazadel. Přední vidlice byla spojena s řídící hlavou dvěma čepy. Při demontáži předního kolo se odstranila celá vidlice uvolněním dvou šroubů. Rozměr pneumatik 26×3".
- ITAR 350 (1923–1924)

Byl to jednoválcový čtyřtaktní stroj o obsahu válců 350 cm3, s výkonem 2 kW (2,75 k) při kompresním poměru 1:5. Motor byl s rychlostní skříní v bloku. Vrtání 75, zdvih 80 mm. Válec z šedé litiny byl bohatě opatřen žebry. Snímatelná hlava válce byla odlita z hliníkové slitiny (systém Ricardo). Dělicí rovina procházela těsně nad sedly ventilů tak, jak to bylo obvyklé u rozvodu SV. Kruhové těsnění hlavy bylo z metaloplastu. Hlava válce byla držena 6 šrouby. Ventily měly průměr 40 mm; na tuto značnou velikost měly poměrně malý zdvih 6 mm. Ventilová pera se opírala o talířky pojištěné na ventilu ne jako obvykle klínkem, nýbrž dvoudílnou konickou příložkou. Píst byl hliníkový a opatřen byl jediným těsnicím kroužkem typu »In-land«.
Dutá ojnice kruhového průřezu byla opatřena na spodním konci dvoudílným ložiskem z bronzu. Zalomený hřídel byl z jednoho kusu, měl silný leč odvrtaný klikový čep a ramena hřídele tvořila současně protizávaží. Hlavní ložisko na straně setrvačníku bylo dvouřadové, kuličkové a na straně rozvodů válečkové. Setrvačník měl v sobě uloženu korkovou spojku a současně byl použit jako zdroj proudění oleje. Zapalování magnetem Bosch, na jehož místě bylo možné namontovat i »magdynamo« téže firmy.
Převodovka o dvou převodech měla všechna kolečka ve stálém záběru. Zapínání převodů se dělo čelisťovými spojkami. Předloha konstruovaná jako dutý válec běžela na kuličkových ložiskách, která jsou nasazena na hřídeli startovací kliky. Konečný převod na zadní kolo byl řetězem 5/8" a 3/8“, uzavřeným v plechovém pouzdře.
Obě kola byla snadno vyjímatelná a opatřena pneumatikami rozměru 700 × 80 nebo 650 × 65. Při demontáži předního kola bylo třeba jen rozepnout připojení brzdového lanka; při demontáži zadního kola není nutno hnouti ani ozubeným kolečkem, ani řetězem. Rám byl dvojitý, z ocelových trubek dostatečné pevnosti i houževnatosti. Brzdy byly na obou kolech, přední byla ovládána páčkou na řídítkách a zadní nožním pedálem. Přední vidlice byla odpérována. Motocykl byl stejně jako typ Itar 710 určen pro jízdu "sólo".
- ITAR 750 (1924–1930)

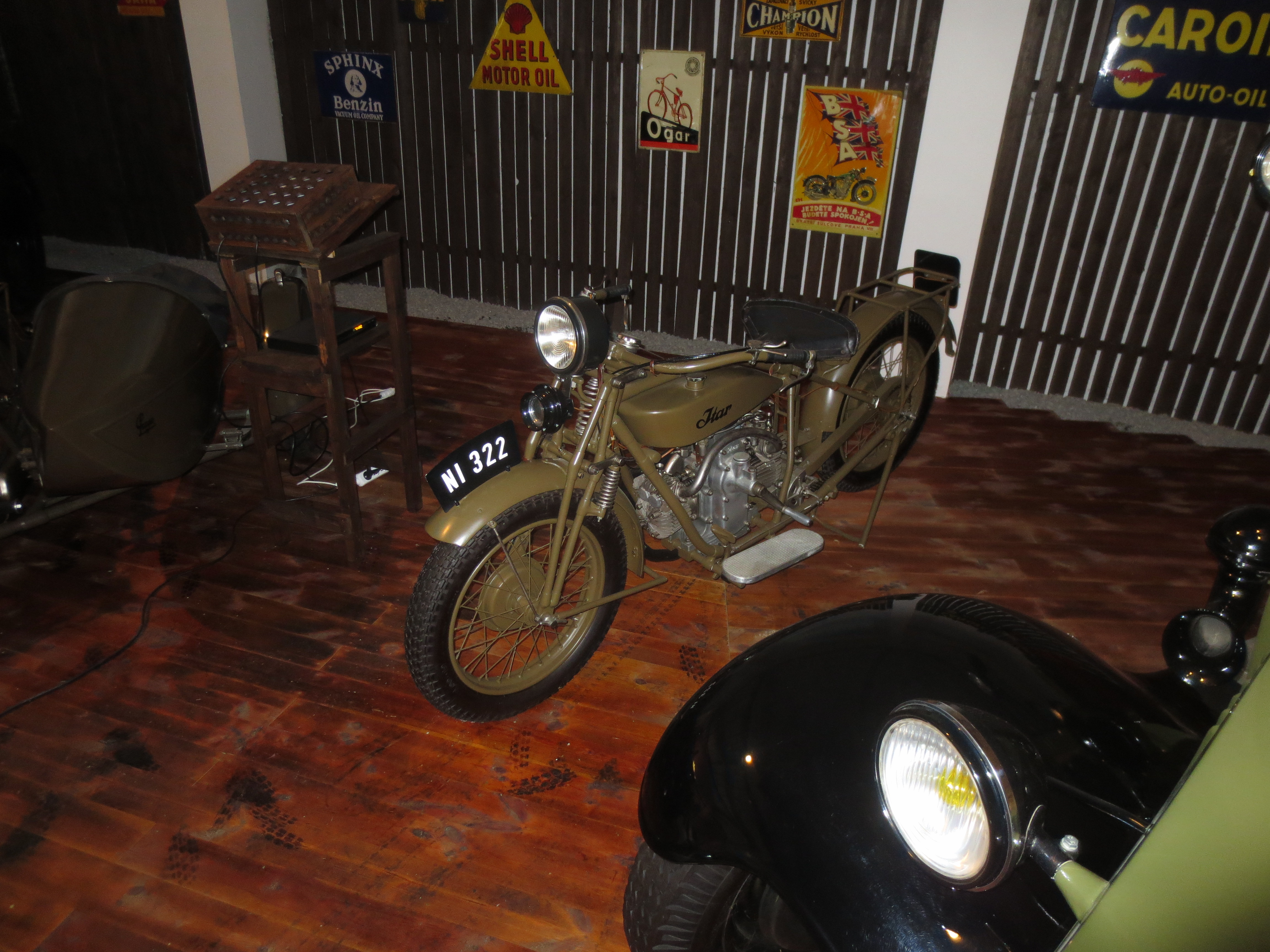
Itar 750 (Typ B, 1926), exponát ve Vojenském technickém muzeu, Lešany 2021

Tento typ bývá i označován jako Itar, typ B. Motor byl vzduchem chlazený dvouválcový boxer, rozvod SV, vrtání 77 mm, zdvih 80 mm (746 ccm) o výkonu 5,9–10,3 kW (8–14 k) při 3800 ot/min. Snímatelná hlava válců včetně ventilových komor. Odpérovaná přední vidlice, válečková ložiska na klikových čepech, provedení je robustní, kola výměnná. Zapalování magnetem, za příplatek dynamo-bateriové Bosch. Karburátor AMAC nebo Solex. Třístupňová převodovka s ručním řazením. Rozměry jednosedadlového motocyklu: délka 2330 mm, šířka 960 mm a celková výška 1144 mm. Pohotovostní hmotnost 172 kg, užitečná hmotnost 180 kg, maximální rychlost 105 km/h (se sidecarem 85 km/h).
Tovární prospekt pro rok 1927 na nabízel cestovní model K, model KL s přívěsným vozíkem, sportovní model J s hliníkovými písty a max. rychlostí 116 km/h, dopravní model M (tříkolka, dvoukolová náprava vpředu) se zesíleným podvozkem a s nosností 300 kg. Od roku 1928 měly motocykly moderní sedlovou nádrž o objemu 12 l, nové válce, hlavy, zvýšený výkon a modernizované expanzní brzdy, kterými byly nahrazeny původní špalíkové. Spotřeba 4,5–5 l/100 km (jako tříkolka 6,5 l/100 km).

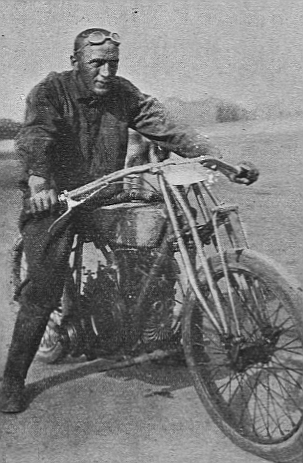
Antonín Knap, Itar 710 (1922)

## Sportovní úspěchy
Majitel firmy Josef Janatka podporoval účast svých strojů na soutěžích a závodech pořádaných od roku 1921 v Československu. Ze závodníků jezdících na strojích Itar je nutné jmenovat na prvém místě samotného majitele firmy Josefa Janatku a dále to byli Antonín Knap (člen Klubu velocipedistů a motocyklistů Praha 1883), Josef Zámek (jeden ze spolumajitelů firmy), ing. Jiří Tachecí, Vlasta Janatková (manželka majitele) a později i armádní závodníci nadp. M. Ziegler, rotm. Eman Stošek, nadp. Leo Čihák a další.
Závodníci na motocyklech Itar se již v roce 1921 zúčastnili několika soutěží a závodů: v závodu do vrchu Zbraslav-Jíloviště obsadil 22. května A. Knap 2. místo v třídě do 750 ccm, v soutěži a závodu motorových vozidel při XIII. Mezinárodní výstavě automobilů (28.5.-5.6.) A. Knapp obsadil celkově 2. místo za "tátou Indianů", ing. Františkem Maříkem na Indianu, v mezinárodních automobilových závodech lázeňských míst na okruhu Karlovy Vary – Mariánské Lázně – Františkovy Lázně na trati dlouhé 77,9 km startovali Zámek, Knap a Vodička v motorových kolech do 750 ccm. Obsadili v tomto pořadí 2. a 3. místo, Vodička se vzdal a nedojel. K nezvyklému rozhodnutí došla Sportovní komise Čs. klubu automobilistů, jakožto nejvyšší instance pro sport automobilní a motocyklistický, na svém zasedání 23. září 1921, když řešila závod motocyklů, uskutečněný 18. září Sportovním klubem Pardubice. Ten totiž nebyl povolen, ježto nebyl v čas ohlášen a proposice jeho nebyly předloženy k schválení a protože tento závod byl i přes zákaz proveden, byli účastníci firma Janatka-ltar, její jezdec Josef Zámek a 9 dalších účastníků distancováno do konce roku 1921. Sportovnímu klubu Pardubice pak byla zastavena činnost, pokud se sportu motorového týče, do konce roku 1922. Před tímto aktem však Národní listy oznámily, že závod motocyklů v kategorii do 6 HP na 75 km vyhrál J. Zámek na stroji Itar (1:03:05 h), který budil v Pardubicích velkou pozornost, a závod motorek s přívěšným vozíkem kpt. Kučera v čase 1:14:37 h.
Sezonu zahájili jezdci na dvou Itarech 30. dubna 1922 opět na závodu do vrchu Zbraslav-Jíloviště, Vodička (původně přihlášený J. Zámek nestartoval) a A. Knap. Přihlášená Vlasta Janatková s košatinovým sidecarem do 750 ccm sice do závodu odstartovala, ale nedojela do cíle a nebyla tudíž klasifikována. A. Knap obsadil v třídě do 750 časem 4:52 min 2. místo, za což obdržel stříbrnou medaili, a Vodička v čase 4:55,4 min 3. místo. Na nově otevřeném všesportovním stadionu na Letné (mezi fotbalovými hřišti S.K. Slavia a A.C. Sparta) se 10. června 1922 uskutečnily prvé závody motocyklů a automobilů. Stadion měl betonovou, oválnou dráhu se 2 klopenými zatáčkami. V závodě na 10 km do 750 ccm obsadili A. Knap a J. Zámek 2. a 3. místo za ingC. Suchým na Waltru M922. Na 1 km s letmým startem dosáhl J. Zámek času 38,1 vt. (průměrná rychlost 94,5 km/h) a A. Knap 44,5 vt. Oba obdrželi za své výkony bronzové plakety. V září na Ecce Homo ing. Tachecí na stoji Itar zvítězil v třídě do 750 ccm v čase 7:23,8 min a porazil jezdce na strojích Douglas a Wanderer.

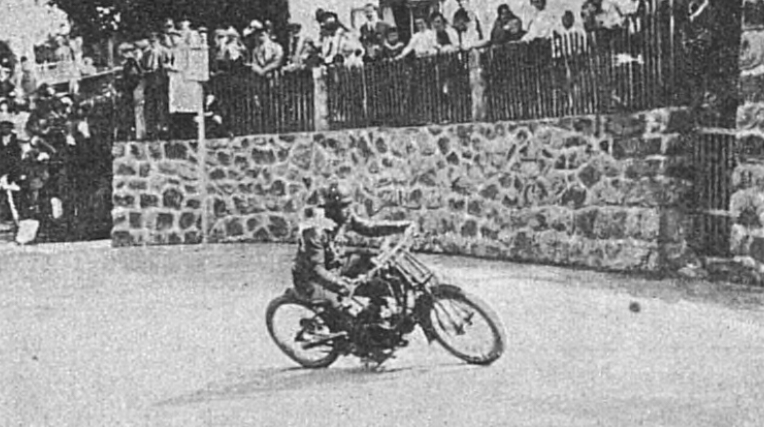
Itar 710, nadp. M. Ziegler, Panorama K. Vary (1923)

29. dubna 1923 se jel již 7. ročník závodu do vrchu Zbraslav-Jíloviště. Ing. Tachecí v třídě do 750 s Itarem sice nedojel, ale Vlasta Janatková zvítězila na sidecaru Itar v třídě do 750 ccm. Je ovšem pravdou, že v této třídě startovala jako jediná. Celkově v kategorii sidecarů obsadila ze 4 startujících 3. místo. V závodech do vrchu Panorama v Karlových Varech 22. července v třídě do 750 ccm obsadili ing. Tachecí (v rekordu třídy) a nadp. Ziegler prvá dvě místa, za což ing. Tachecí obdržel vázu od fy. Epiag a nadp. Ziegler od pořádajícího klubu EAC (Egerländer Automobil Club) kožené pouzdro na cigarety. Na III. ročníku Ecce Homo 23. září 1923 nadp. Ziegler zvítězil v třídě do 750 ccm a celkově v motocyklech obsadil 5. místo. Jeho čas znamenal snížení rekordu třídy dosaženého v roce 1922 o 21 vteřin. I na závěr sezony v klubovním závodě do „Andělských schodů“ 7. října v motocyklech do 750 ccm zvítězil ing. Tachecí na Itaru.
V roce 1924 se jel I. ročník závodu do vrchu Knovíz-Olšany motocyklů, sidecarů a cyclecarů. V třídě do 750 ccm zvítězil 11. května na trati dlouhé 3,2 km rotm. Stošek na Itaru v čase 2:27,3 min a obdržel od pořádajícího Motoklubu Slaný čestnou cenu. Celkově v motocyklech obsadil 3. místo za kpt. Kučkou na Indianu (2:16,9) a Bohumilem Turkem na Excelsioru (2:24,9). Na závodě do vrchu Buda-Vyžlovka na 1 km s letmým startem, který se uskutečnil 18. května u Červeného Kostelce, zvítězil v čase 35,2 vt. v kubatuře do 750 ccm obsahu rotm. Stošek na Itaru. V I. mezinárodní zkušební jízdě motorových kol, sidecarů a cyclecarů ve dnech 24.-25. května 1924 startovalo v třídě do 750 ccm 5 Itarů, především s armádními řidiči. 1. etapa vedla z Prahy do Brna a pak přes Svitavy a Vysoké Mýto do Hradce Králové. Druhá etapa z Hradce vedla severem Čech do Jičína, České Lípy, Děčína, Teplic přes Slaný zpět do Prahy. Celkem trasa měřila 650 km. S plným počtem 1000 bodů dojelo do cíle v této třídě 5 strojů, mezi nimiž byli na Itarech rotm. Zerzan, nadp. Čihák a rotm. Saska. I. vojenská cena věnovaná MNO za nejlepší výkon na stroji domácí značky připadla losem nadp. Leo Čihákovi a IV. cena rotm. B. Saskovi. Cenu fy. Josef Janatka byla udělena rotm. Zerzanovi, který nejlépe absolvoval obě zkoušky výkonnosti. Zajímavostí tohoto závodu bylo, že konstruktér Itarů František Nušl absolvoval závod společně se svými kamarády, bratry Šulcovými na jimi zastupovaném stroji BSA. V třídě do 350 ccm obsadili Augustin Šulc a František Nušl společně, dělené první místo s plným počtem 1000 bodů (oba BSA). Tým BSA (Šulc, Nušl, K. Šedivý) získal hlavní „teamovou“ cenu. Za dokončení jízdy s plným počtem bodů byly uděleny zlaté medaile.
K motocyklové soutěži na 1000 km, která se konala 18.-19. července 1925, byli přihlášeni na Itarech v motocyklech Jaromír Nešvara a v sidecarech Vlasta Janatková. První etapa vedla z Prahy do Olomouce a druhá jinou trasou zpět do Prahy. S plným počtem 500 bodů dojelo ze 70 startujících pouze 14 soutěžících, mezi nimiž byl i J. Nešvara na Itaru. Za svůj výkon obdržel zlatou medaili pořádajícího AKRČs. Po protestech byla konečná klasifikace ještě upravena a na zlatou medaili dojelo s plným počtem bodů 24 strojů.
Motocyklové soutěže spolehlivosti na 1000 km se v roce 1926 zúčastnilo 107 strojů v kubaturách do 250, do 350, do 500 a přes 500 ccm a také v sidecarech do 350, do 600 a přes 600 ccm. Mezi vítěznými jezdci (s plným počtem bodů) na zlatou medaili byli i František Nušl startující na BSA 250 ccm, Augustin Šulc a ing. Vladimír Gut (oba na BSA 500 ccm). Tito jezdci získali i teamovou cenu. Josef Janatka na Itaru (st. č. 78) v třídě přes 600 ccm získal stříbrnou medaili, protože pro různá překročení propozic získal „jen“ 888 bodů. Na Itarech ještě startovali Lad. Kot (st. č. 76), J. Nešvara (st. č. 77) a štkpt. Sequens (st. č. 83). Ti se však neumístili.
O rok později Josef Janatka opět startoval v již IV. ročníku motocyklové soutěže spolehlivosti na 1000 km (28.-29. května 1927). Startoval na stroji ITAR 750. Na "sólo" Itarech se ještě zúčastnili ing. Vratislav Malec a jezdec MNO kpt. F. Sequens. Na sidecarech startovalo dalších 5 motocyklistů z MNO. Na stříbrnou medaili dojel pouze Josef Janatka s 22 trestnými body.
Na zimní motocyklové soutěži, která se konala 19. února 1928, byli velice úspěšní motoristé na sidecarech Itar. V třídě přes 600 ccm dojelo celkem 11 motocyklů Itar s přívěsným vozíkem bez trestných bodů a obdrželi zlatou medaili. Na 5. ročníku motocyklové soutěže spolehlivosti na 1000 km se účastnil 9 armádních sidecarů Itar. Tři z nich dojeli bez trestných bodů. "Civilista" Ing. Haase startoval na Itaru za společnost Holubovský a spol., čsl. továrna na motorová kola "Itar" z Radlic. Jedním z posledních úspěšných startů byla 10. února 1929 účast začínajícího závodníka Antonína Vitvara za společnost Holubovský a spol. (dojel bezvadně) na motocyklu Itar do 350 ccm na Zimní motocyklové soutěži AKČs a na sidecarech Itar startující nadp. Št. Čáni a svob. Jar. Klapal (oba za MNO) rovněž dojeli bezvadně, čímž se historie těchto motocyklů a sidecarů - již bez svého zakladatele - začala definitivně uzavírat.